# Lista de Membros Correspondentes da Academia Brasileira de Ciências Empossados em 1981
Esta lista contém os nomes dos membros correspondentes da Academia Brasileira de Ciências empossados em 1981. 
| Imagem | Nome                       | Datas de nascimento e falecimento             | Local de nascimento      | Área de especialização | Alma mater                                  | Data de posse          | Conhecido por | Referências |
| ------ | -------------------------- | --------------------------------------------- | ------------------------ | ---------------------- | ------------------------------------------- | ---------------------- | ------------- | ----------- |
|        | Brian F. Hoffman           | 26 de março de 1925                           |                          | Ciências Biológicas    |                                             | 25 de maio de 1981     |               | [ 2 ]       |
|        | Clifford Ambrose Truesdell | 18 de fevereiro de 1919 14 de janeiro de 2000 | Los Angeles, EUA         | Ciências Físicas       | Caltech, EUA                                | 25 de maio de 1981     |               | [ 3 ]       |
|        | Edmundo Alfredo Rúveda     | 18 de março de 1934 12 de dezembro de 2018    | Corrientes, Argentina    | Ciências Químicas      | Universidade Nacional do Litoral, Argentina | 25 de maio de 1981     |               | [ 4 ] [ 5 ] |
|        | Floris Takens              | 12 de novembro de 1940 20 de junho de 2010    | Zaantadam, Países Baixos | Ciências Matemáticas   | Universidade de Amsterdã, Países Baixos     | 25 de maio de 1981     |               | [ 6 ]       |
|        | Joseph Miller              | 07 de outubro de 1918                         |                          | Ciências Químicas      |                                             | 25 de maio de 1981     |               | [ 7 ]       |
|        | Nathan T. Melamed          | 01 de maio de 1923                            |                          | Ciências Físicas       |                                             | 18 de dezembro de 1981 |               | [ 8 ]       |
|        | William Ronald Heyer       | 29 de agosto de 1941                          |                          | Ciências Biológicas    |                                             | 18 de dezembro de 1981 |               | [ 9 ]       |